# Chetia brevis
Chetia brevis är en fiskart som beskrevs av Jubb, 1968. Chetia brevis ingår i släktet Chetia och familjen Cichlidae. IUCN kategoriserar arten globalt som starkt hotad. Inga underarter finns listade i Catalogue of Life.